# 佐々木造船
佐々木造船株式会社（ささきぞうせん、英: Sasaki Shipbuilding Co., Ltd.）は、日本の造船メーカーである。

## 概要
独立系の中堅造船メーカー。
一般社団法人日本中小型造船工業会の会員。
瀬戸内海屈指の造船の島と呼ばれた大崎上島に本社、工場を有する。
油タンカー・ケミカルタンカーのほか、LPG運搬船をはじめとした液化ガス運搬船など、液体貨物船の建造を主力としており、これまでの建造実績は500隻を超える。同社が建造する船舶は国内だけでなく海外の評価も高く、ヨーロッパにも数々の納入実績を有する。
1997年に世界初となる「音声入力式航海支援装置」を搭載した内航LPGタンカー「新ぷろぱん丸」を建造、日本造船学会（現日本船舶海洋工学会）のShip of the Year '98準賞を受賞した。
2006年には、ヨーロッパで主流のLPGを常温、低温の双方で輸送できる「完全冷凍半加圧（セミレフ）式」LPGタンカーの建造に乗り出す（1隻目は2007年2月に引き渡したシンガポール船籍の「FORTUNATO」）。
2021年には、旧来の重油のほかにLPGを燃料として使用することのできるデュアルフューエル（二元燃料）エンジンを搭載したLPG運搬船を受注し、フランス船級協会から基本設計承認を取得しており、本件も小型船においてLPG二元燃料エンジンを搭載する日本初の取り組みとなる[3]など、新技術の導入に積極的である。

## 沿革
- 1931年（昭和6年）- 佐々木造船所として創業、木造内航機帆船の建造、修繕に着手
- 1958年（昭和33年）- 株式会社に改組、佐々木造船株式会社に。鋼船建造に着手
- 1987年（昭和62年）- 日本発の内航M0（機関区域無人化）船「昭靖丸」を建造。
- 1997年（平成9年）- 本社工場に3,800 G/T船台新設
- 2001年（平成13年）- 本社工場第1船台を6,300 G/Tに拡張
- 2003年（平成15年）- 本社工場第1船台を7,100 G/Tに拡張
- 2005年（平成17年）- 本社工場第1船台を8,000 G/Tに拡張
- 2010年（平成22年）- 本社工場第1船台を9,700 G/Tに拡張

## 事業所及び建造設備
- 本社工場 : 広島県豊田郡大崎上島町木江65-1
  - 第1船台 : 9,700 G/T
- 宇浜工場 : 広島県豊田郡大崎上島町木江5102-2